# Bucquoy
Bucquoy é uma comuna francesa na região administrativa de Altos da França, no departamento de Pas-de-Calais. Estende-se por uma área de 20,8 km². Em 2010 a comuna tinha 1 547 habitantes (densidade: 74,4 hab./km²).